# 韩家沱长江大桥
韩家沱长江大桥 是中国重庆市涪陵区一座跨越长江的铁路斜拉桥。在此桥建成通车时（2012年），以其432米的主跨位列世界斜拉桥长度前72名。